# Bene Gesserit
Bene Gesserit (din limba latină sau o limbă semitică: vezi etimologia numelui) este un element cheie în puterea socială, religioasă și politică din universul științifico-fantastic al romanului Dune, de Frank Herbert. Este descrisă ca o confrerie a cărei membri își antrenează și educă trupul și mintea, pe segmente lungi de timp, în vederea realizării unei condiționări fizice și mentale cu care să obțină puteri și abilități ce pot fi privite cu ușurință drept puteri magice, de către cei din afara ordinului Bene Gesserit. Maicile Bene Gesserit sunt, de aceea, numite adesea „vrăjitoare”. În volumul Dune, Baronul Vladimir Harkonnen este sceptic în ceea ce privește motivația Maicilor Bene Gesserit:
„Bene Gesserit! gândi Baronul.  Universul ar fi mult mai bun fără ele!”—Replica baronului Vladimir Harkonnen din primul volum "Dune"
Antrenată la școala de Maici de pe planeta Wallach IX, devenită ulterior statul major al unei lumi ascunse, cunoscute sub numele de Canonicatul Dune, în ultimele două volume din seria originală (Ereticii Dunei și Canonicatul Dune), Ordinul Bene Gesserit rămâne loial doar sieși. Cu toate acestea, pentru a-și atinge scopurile și pentru a evita interferențe din exterior, Bene Gesserit a simulat adesea simpatizarea cu diverse grupări sau persoane.

## Etimologie
Ca și iezuiții, membrii Bene Gesserit au fost acuzați de folosirea cazuisticii pentru a obține justificări pentru nejustificabil.
Expresia quamdiu se bene gesserit în latină are sensul Atâta timp cât el însuși se comportă bine..

## Scop
Bene Gesserit conduc un program genetic secret, vechi de milenii, al cărui scop îl reprezintă producerea unui mascul echivalent unei Bene Gesserit, pe care îl numesc Kwisatz Haderach. Acest bărbat nu ar fi capabil doar să supraviețuiască agoniei mirodeniei și să acceseze amintirile strămoșilor pe linie masculină, ci se așteaptă să posede "puteri mentale organice (care pot) uni spațiul și timpul". Bene Gesserit vor ca acest Kwisatz Haderach să le ofere posibilitatea de a controla problemele omenirii mult mai eficient.